# Щиткова кобра звичайна
Кобра щиткова звичайна (Aspidelaps scutatus) — отруйна змія з роду Кобри щиткові родини Аспідові. Має 3 підвиди. Інша назва «щитконоса змія».

## Опис
Загальна довжина досягає 1 м. Голова коротка, широка, має величезний міжщелепний щиток, який косо зрізано. Тулуб помірно товстий. «Каптур» слабко розвинено. Спина має світле жовтувато-сіре забарвлення.

## Спосіб життя
Полюбляють піщану місцину, напівпустелі, пустелі передгір'я. Активна вночі. Гарно риють нори. Ховають у норах ссавців. Харчується дрібними ящірками та гризунами.
Отрута не становить загрози для життя людини.
Це яйцекладна змія. Самка відкладає до 10 яєць.

## Розповсюдження
Мешкає у Намібії, Ботсвані, Зімбабве, Мозамбіку, Південно-Африканській Республіці.

## Підвиди
- Aspidelaps scutatus fulafula
- Aspidelaps scutatus intermedius
- Aspidelaps scutatus scutatus